# 沃夫奇亞爾 (庫皮揚斯克區)
49°54′22″N 37°24′35″E / 49.90611°N 37.40972°E
沃夫奇亞爾（烏克蘭語：Вовчий Яр）是位於烏克蘭東部的村莊，由哈爾科夫州庫皮揚斯克區的金德拉希夫卡市鎮負責管轄。該村始建於1798年，面積0.13平方公里，海拔高度171米，2001年人口20，人口密度每平方公里153.9人。